# Linia kolejowa nr 934
Linia kolejowa nr 934 – pierwszorzędna, jednotorowa, zelektryfikowana linia kolejowa łącząca rejon Mł1 na stacji Małogoszcz z dawnym posterunkiem odgałęźnym Małogoszcz Park Towarowy.
Linia umożliwia eksploatację części towarowej Małogoszcza oraz pobliskich bocznic przez pociągi towarowe jadące zarówno z kierunku Rykoszyna, jak i Ludyni.